# Dos Lagunas, San Cristobal De Casas
Dos Lagunas är en ort i Mexiko.   Den ligger i kommunen San Cristobal De Casas och delstaten Chiapas, i den sydöstra delen av landet, 800 km öster om huvudstaden Mexico City. Dos Lagunas ligger 2 485 meter över havet och antalet invånare är 248.
Terrängen runt Dos Lagunas är huvudsakligen kuperad, men åt sydväst är den bergig. Runt Dos Lagunas är det ganska tätbefolkat, med 90 invånare per kvadratkilometer. Närmaste större samhälle är San Cristóbal de las Casas, 15,3 km nordväst om Dos Lagunas. I omgivningarna runt Dos Lagunas växer huvudsakligen savannskog.